# Thaumalea serrata
Thaumalea serrata är en tvåvingeart som beskrevs av Edwards 1929. Thaumalea serrata ingår i släktet Thaumalea och familjen mätarmyggor. Inga underarter finns listade i Catalogue of Life.